# Classificação de Hubble

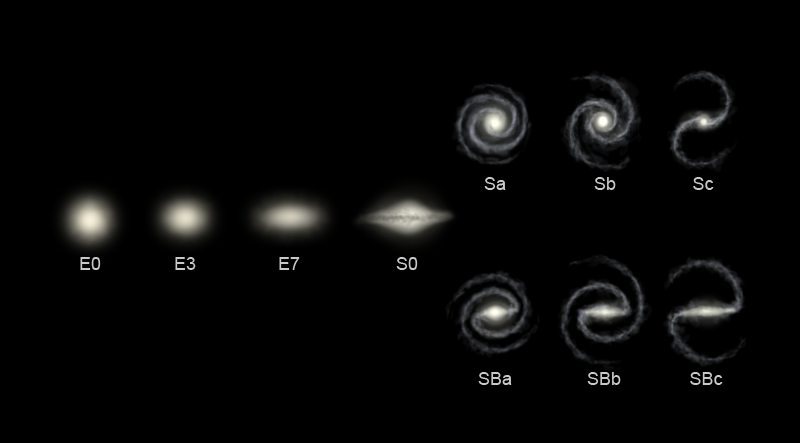
Tipos de galáxia de acordo com o esquema de classificação de Hubble. A letra E representa galáxia elíptica, a letra S uma galáxia espiral e as letras Sb representam uma galáxia espiral barrada.

Classificação de Hubble ou diagrama de Hubble foi um esquema sugerido por Hubble para classificar as galáxias. Originalmente pensava-se que, com o tempo, o esquema poderia fornecer informações sobre a evolução das galáxias.
Hubble pensava que galáxias quase esfero-elípticas (denotadas E0) gradualmente adquiririam uma forma achatada até se assemelharem a lentes finas (E7), para se transformarem então em galáxias espirais comuns (Sa até Sc) ou em galáxias espirais barradas (galáxias cujos bojos possuem uma estrutura em forma de barra formada que, por sua vez, é formada por poeira, gás e estrelas; a essas galáxias a representação é dada pelas siglas Sba e Sbc). Posteriormente, foram incluídas no diagrama de Hubble galáxias irregulares após as espirais Sc e Sbc. 
As galáxias do tipo S0 são conhecidas como galáxias lenticulares, possuem um bojo central e um disco, mas não têm braços espirais. Pensava-se que uma galáxia espiral comum desenvolvesse braços às custas da massa do núcleo central; os braços seriam mais frouxamente espiralados de Sa até Sc. No caso das galáxias espirais barradas, pensava-se que uma barra brilhantemente luminosa se desenvolvesse cortando seu núcleo com um braço espiral originando-se de cada extremidade da barra. Estudos mais recentes sobre as galáxias e sobre as estrelas contidas em seu interior lançaram dúvidas sobre este esquema evolutivo, mas o esquema ainda é útil como uma classificação prática dos diferentes tipos de galáxias.
Acredita-se hoje, entretanto, que o sentido cuja evolução das galáxias ocorre é inverso ao proposto por Hubble, já que as galáxias elípticas são objetos já virializados, ou seja, já alcançaram um equilíbrio energético.

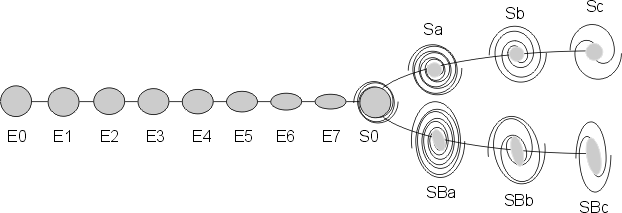
Classificação de Hubble